# Eesti Karikas 2003-2004
La Coppa d'Estonia 2003-2004 (in estone Eesti Karikas) è stata la 12ª edizione del torneo dopo l'indipendenza dell'Estonia. Il Levadia Tallinn ha vinto il trofeo per la terza volta nella sua storia.

## Formula
Il torneo si dipanava su cinque turni: sedicesimi e ottavi erano in gara unica in casa della squadra peggio classificata in campionato; quarti e semifinali erano disputati su gare di andata e ritorno; la finale in gara unica in campo neutro unica a Tallinn.
Le squadre di Meistriliiga 2003 entrarono tutte in scena dagli ottavi, disputando la gara fuori casa.

## Sedicesimi di finale
Le partite furono disputate il 9 settembre 2003.
| Squadra 1               | Risultato | Squadra 2      |
| ----------------------- | --------- | -------------- |
| FC Hansa United Tallinn | 1 - 3     | Elva           |
| Sörve                   | 5 - 0     | Eston Villa    |
| HÜJK Emmaste            | 2 - 6     | Tammeka Tartu  |
| Toompea 1994            | 0 - 5     | Dünamo Tallinn |

## Ottavi di finale
Le gare furono disputate tra l'8 e il 9 novembre 2003.
| Squadra 1            | Risultato | Squadra 2        |
| -------------------- | --------- | ---------------- |
| 8 novembre 2003      |           |                  |
| F.C.A. Estel Tallinn | 0 - 4     | TVMK Tallinn     |
| Tervis Pärnu         | 0 - 2     | Levadia Maardu   |
| TJK                  | 0 - 2     | Valga            |
| Sörve                | 0 - 2     | Kuressaare       |
| Dünamo Tallinn       | 2 - 3     | Trans Narva      |
| Tammeka Tartu        | 1 - 9     | Flora Tallinn    |
| Lootus Kohtla-Järve  | 3 - 0     | Tulevik Viljandi |
| 9 novembre 2003      |           |                  |
| Elva                 | 0 - 9     | Levadia Tallinn  |

## Quarti di finale
Durante la pausa invernale il Levadia Maardu si trasferì trasformandosi in Levadia Tallinn, mentre il Levadia Tallinn divenne la formazione riserve.
Le gare di andata furono disputate tra il 18 e il 20 marzo 2004, quelle di ritorno il 14 e il 15 aprile 2004.
| Squadra 1       | Totale | Squadra 2           | Andata | Ritorno |
| --------------- | ------ | ------------------- | ------ | ------- |
| Flora Tallinn   | 7 - 1  | Levadia Tallinn 2   | 3 - 0  | 4 - 1   |
| TVMK Tallinn    | 13 - 2 | Kuressaare          | 3 - 0  | 10 - 2  |
| Trans Narva     | 6 - 1  | Valga               | 3 - 1  | 3 - 0   |
| Levadia Tallinn | 6 - 0  | Lootus Kohtla-Järve | 3 - 0  | 3 - 0   |

## Semifinali
Le gare di andata furono disputate il 19 aprile 2004, quelle di ritorno il 12 maggio 2004.
| Squadra 1       | Totale | Squadra 2     | Andata | Ritorno |
| --------------- | ------ | ------------- | ------ | ------- |
| Trans Narva     | 4 - 5  | TVMK Tallinn  | 4 - 2  | 0 - 3   |
| Levadia Tallinn | 5 - 4  | Flora Tallinn | 5 - 2  | 0 - 2   |

## Finale
| Squadra 1    | Risultato | Squadra 2       |
| ------------ | --------- | --------------- |
| TVMK Tallinn | 0 - 3     | Levadia Tallinn |

| Tallinn 20 maggio 2004 | TVMK Tallinn | 0 – 3 | Levadia Tallinn | Kadriorg Stadium (350 spett.) |
| \| \| \| \| \| \| Marcatori \| 10’ Dovydenas 16’ Voskoboinikov 90’ Nahk \| \| · Ussoltsev · Seero · T. Kallaste · 46’ Sarajev · Kisseljov · Malov · 44’ Olumets · Borissov · M. Smirnov · 44’ Krõlov · Jushka · A disposizione: · 46’ Neemelo · 44’ Kostin · 44’ Teever \| Formazioni \| · Kotenko · Hohlov-Simson · Cepauskas · 46’ Shishov · 29’ Kruglov · Dovydenas · 68’ Rõtshkov · Voskoboinikov · Nahk · Vassiljev · V.Leitan · A disposizione: · Pari 68’ · Kalimullin 29’ · Mitt 46’ \| |              | |                 |                               |
| |              | |                 |                               |
| | Marcatori    | 10’ Dovydenas 16’ Voskoboinikov 90’ Nahk |                 |                               |
| · Ussoltsev · Seero · T. Kallaste · 46’ Sarajev · Kisseljov · Malov · 44’ Olumets · Borissov · M. Smirnov · 44’ Krõlov · Jushka · A disposizione: · 46’ Neemelo · 44’ Kostin · 44’ Teever | Formazioni   | · Kotenko · Hohlov-Simson · Cepauskas · 46’ Shishov · 29’ Kruglov · Dovydenas · 68’ Rõtshkov · Voskoboinikov · Nahk · Vassiljev · V.Leitan · A disposizione: · Pari 68’ · Kalimullin 29’ · Mitt 46’ |                 |                               |